# Emmanuel Bangué
Pour les articles homonymes, voir Bangué (homonymie).
Emmanuel Bangué, né le 21 juillet 1971 à Saint-Maur-des-Fossés, est un ancien athlète français, spécialiste du saut en longueur. Il est connu pour avoir terminé quatrième lors des Jeux olympiques d'été de 1996 à Atlanta.

## Biographie

### Enfance et formation
Emmanuel Bangué passe son enfance à Lacapelle-Marival et rejoint le Figeac Athletisme club. Il obtient un bac D puis un bac C avant de rejoindre la faculté des Sciences de Toulouse pour un DEUG puis une licence.
Il fait ensuite des études de commerce à l'École Supérieure de Commerce de Paris en compagnie de Stéphane Diagana. 

### Carrière sportive
Emmanuel Bangué est connu pour avoir terminé quatrième lors des Jeux olympiques d'été de 1996 à Atlanta après avoir mené le concours avec 8,19 m (après 2 sauts, il mène le concours olympique devant Mike Powell et Carl Lewis), il est devancé par les Américains Carl Lewis et Joe Greene et le Jamaïcan James Beckford. Sa meilleure performance est réalisée à Tombaine en septembre 1996 avec 8.25 m.
En 1997, il signe la troisième meilleure performance française sur le saut en longueur aux championnats de France d'athlétisme en salle.

## Palmarès

### International
| Année | Tournoi                        | Lieu                | Résultat |
| ----- | ------------------------------ | ------------------- | -------- |
| 1996  | Jeux olympiques                | Atlanta, États-Unis | 4e       |
| 1998  | Championnats d'Europe en salle | Valence, Espagne    | 3e       |
| 1999  | Championnats du monde          | Séville, Espagne    | 9e       |

12ème en longueur et 8ème au relais 4x100 m aux Championnats du Monde à Athènes en 1997.
Remplaçant du relais 4x100 m champion d'Europe à Budapest en 1998.
Vainqueur de la Coupe d'Europe à Paris en 1999 au saut en longueur.

### National
Championnats de France d'athlétisme
- Champion de France hiver en 1995, 1996, 1997, 1998, 1999. Vice-champion de France hiver 2001

- Champion de France été 1996 et 1999. Vice-champion de France été 1997 et 1998. 3ème aux Championnats de France été 2000.

Champion de France universitaire  
- Champion de France 1999.

## Records

### Records personnels
| Épreuve          | Performance | Lieu       | Date |
| ---------------- | ----------- | ---------- | ---- |
| Saut en longueur | 8,12 m      | université | 1999 |
| Saut en longueur | 8,25 m      | Nancy      | 1996 |